# Inga lenticellata
Inga lenticellata är en ärtväxtart som beskrevs av George Bentham. Inga lenticellata ingår i släktet Inga och familjen ärtväxter. IUCN kategoriserar arten globalt som sårbar. Inga underarter finns listade i Catalogue of Life.